# Microparsus tephrosiae
Microparsus tephrosiae är en insektsart som först beskrevs av Smith, C.F. 1948.  Microparsus tephrosiae ingår i släktet Microparsus och familjen långrörsbladlöss. Inga underarter finns listade i Catalogue of Life.